# Дело «Читаевы против России»
Дело «Читаевы против России» — судебный процесс, инициированный жалобой братьев Арби (1964 года рождения) и Адама (1967 года рождения) Читаевых против Российской Федерации, поданной ими в Европейский суд по правам человека (ЕСПЧ) в июле 2000 года. 11 апреля 2000 года семья Читаевых была ограблена федеральными военнослужащими. В ответ на требование правосудия над грабителями Адам и Арби Читаевы и их отец были арестованы и подвергнуты пыткам, требуя взять на себя ответственность за похищения людей и убийства. В июне 2000 года Читаевы были освобождены.

## Ограбление и арест
Проживавшая в Ачхой-Мартане семья Читаевых была ограблена военнослужащими федеральных сил 11 апреля 2000 года. Командированные в Чечню из Воронежского областного УВД сотрудники ОВД Ачхой-Мартановского района забрали всё что могли, от женского белья до фото- и видеоаппаратуры. Читаевы обратились к властям с требованием наказать грабителей. В ответ двое из четырёх братьев (Адам и Арби) и их отец были арестованы сотрудниками того же Ачхой-Мартановского РОВД. Их избивали, добиваясь признания в преступлениях, которых они не совершали — похищениях и убийствах людей. Их перевели в следственный изолятор Чернокозово, где издевательства продолжились. В конечном итоге в июне 2000 года они были освобождены. В сентябре того же года дело Читаевых было закрыто.

## Разбирательство
В июле 2000 года с помощью правозащитного центра «Мемориал» Читаевы подали жалобу в ЕСПЧ. Летом 2001 года они обратились в организацию «Правовой проект по Чечне» с просьбой представлять интересы братьев в дальнейшем судебном разбирательстве. 30 июня 2005 года жалоба была признана Европейским судом приемлемой.
К этому времени Арби Читаев проживал в Германии, а его брат Адам — в Иркутской области. После признания ЕСПЧ жалобы Читаевых Адам был арестован. Задержание было широко освещено федеральными телеканалами, которые представили событие, как сюжет о боевике, скрывавшемся от федерального розыска в Сибири.
В изоляторе временного содержания начальник местного УФСБ Березовский предложил Читаеву отозвать свою жалобу в обмен на прекращение преследований. Адам отказался. В таком случае начальник УФСБ должен был этапировать Читаева в Ачхой-Мартановское РОВД, откуда пришёл запрос на розыск, но в местном бюджете не было средств на это. Поэтому Березовский и Читаев пришли к компромису: Читаев должен поехать в Чечню сам, за собственный счёт. Рашид Читаев считает, что от расправы властей его брата Адама спасли публикации Анны Политковской «Я Читаев, искали?» и «Заложник Российской Федерации» в Новой газете, которые привлекли внимание общественности к этой проблеме.
14 сентября 2005 года Адам Читаев приехал в Чечню. 16 сентября он пришёл в Ачхой-Мартановскую прокуратуру. Сотрудник прокуратуры, подписавший запрос на розыск, отказался встречаться с Читаевым. Дело было передано в республиканскую прокуратуру. Только 29 сентября Читаев смог встретиться со своим следователем, который назвал дело Читаева «дутым» и отпустил Адама, выдав ему справку, что розыск в отношении него прекращён.
Несмотря на принятое впоследствии решение суда, Арби Читаев, проживающий в Германии, продолжал оставаться в федеральном розыске.

## Решение суда
18 января 2007 года ЕСПЧ принял решение по делу Читаевых, в котором признал Российскую Федерацию виновной в нарушении ст. 3 (пытки), 5 (незаконный арест и содержание под стражей) и 13 (отсутствие правовой защиты) Европейской конвенции по правам человека. Братья Адам и Арби Читаевы должны получить по 35 тысяч евро каждый. Также РФ должна покрыть судебные издержки в размере 7629 евро.